# Калуська міська територіальна громада
Калуська міська громада — територіальна громада в Україні, у Калуському районі Івано-Франківської області. Адміністративний центр — місто Калуш.
Утворена 7 серпня 2019 року шляхом приєднання Кропивницької та Мостищенської сільських рад Калуського району до Калуської міської ради обласного значення.
19 вересня 2019 року до неї добровільно приєдналася Вістівська сільська рада.
6 грудня 2019 року добровільно приєдналися Сівко-Калуська сільська рада та Студінська сільська рада.
Відповідно до Закону України «Про внесення змін до Закону України „Про добровільне об'єднання територіальних громад“ щодо добровільного приєднання територіальних громад сіл, селищ до територіальних громад міст республіканського Автономної Республіки Крим, обласного значення» громади, утворені внаслідок приєднання суміжних громад до міст обласного значення, визнаються спроможними і не потребують проведення виборів.

## Населені пункти
До складу громади входять 1 місто (Калуш) і 16 сіл:
- Бабин-Зарічний
- Боднарів
- Вістова
- Голинь
- Довге-Калуське
- Копанки
- Кропивник
- Мислів
- Мостище
- Пійло
- Ріп'янка
- Середній Бабин
- Сівка-Калуська
- Студінка
- Тужилів
- Яворівка